# Gare de Zaltbommel
La gare de Zaltbommel (en néerlandais station Zaltbommel) est une gare néerlandaise située à Zaltbommel, dans la province de Gueldre.
La gare est située sur la ligne d'Utrecht à Boxtel, reliant le centre du pays au sud (vers Eindhoven et Maastricht.
Les trains s'arrêtant à la gare de Zaltbommel font partie du service assuré par les Nederlandse Spoorwegen reliant Utrecht à Bréda.
La gare a été ouverte le 1er novembre 1869 et est toujours en service.